# Morgan County (Missouri)
Das Morgan County ist ein County im US-amerikanischen Bundesstaat Missouri. Im Jahr 2020 hatte das County 21.006 Einwohner und eine Bevölkerungsdichte von 13,6 Einwohnern pro Quadratkilometer. Der Verwaltungssitz (County Seat) ist Versailles.

## Geografie

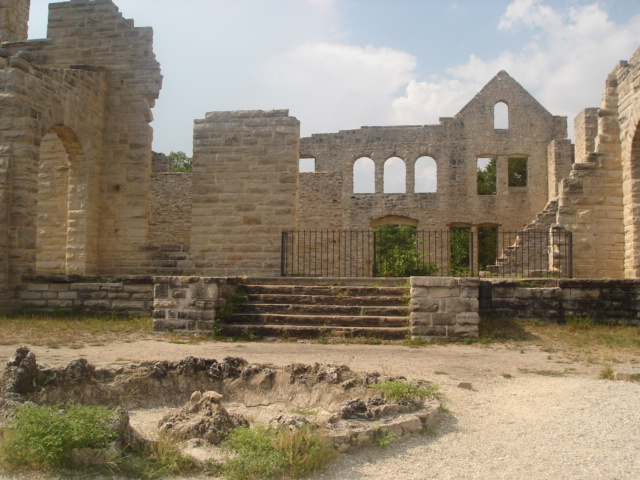
Ha Ha Tonka State Park

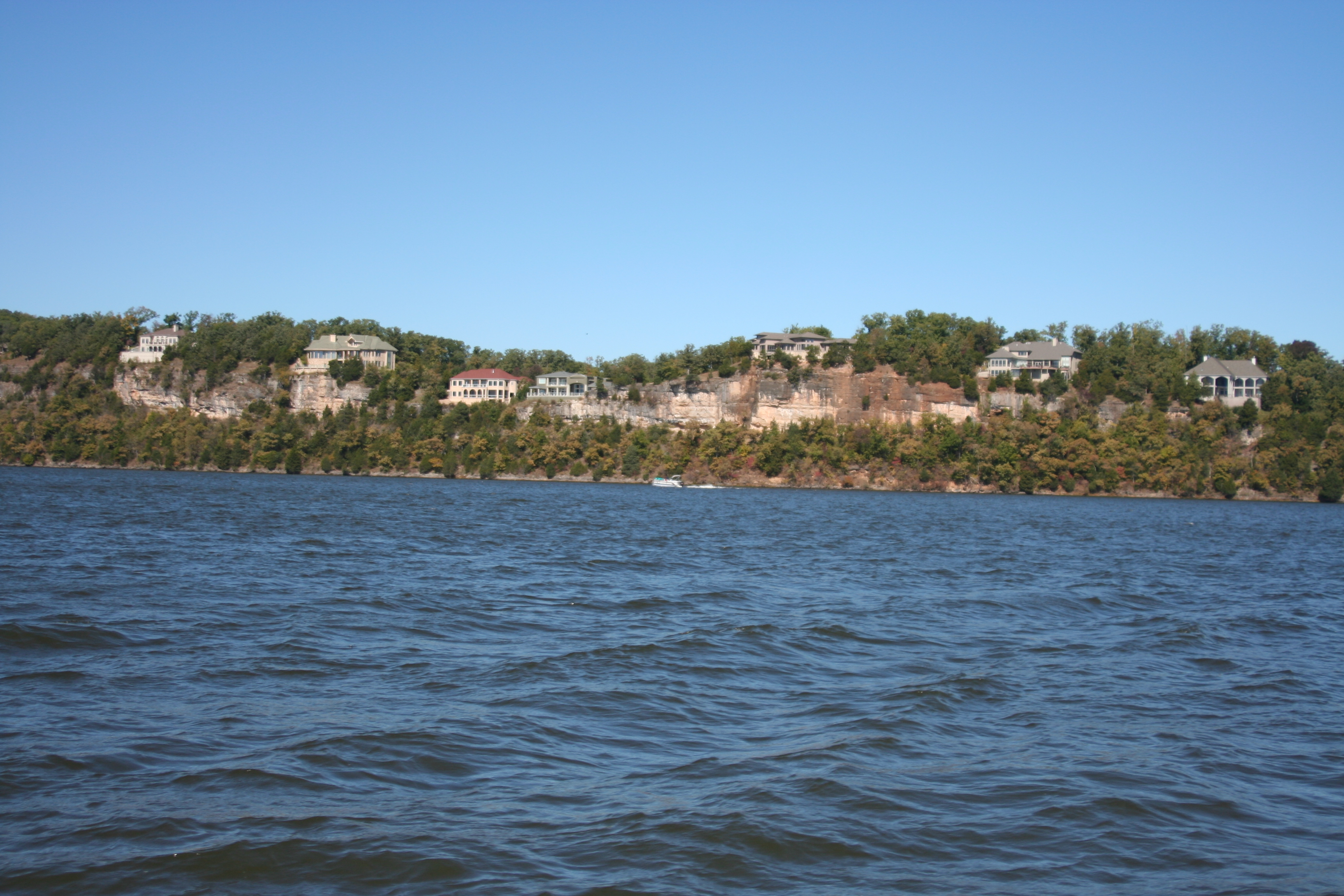
Lake of the Ozarks

Das County liegt der Nähe des geografischen Zentrums von Missouri in den Ozarks am Nordufer des Lake of the Ozarks, einem Stausee des Osage River. Es hat eine Fläche von 1590 Quadratkilometern, wovon 43 Quadratkilometer Wasserfläche sind. An das Morgan County grenzen folgende Nachbarcountys:
| Pettis County | Cooper County | Moniteau County |
| Benton County |               |                 |
|               | Camden County | Miller County   |

## Geschichte

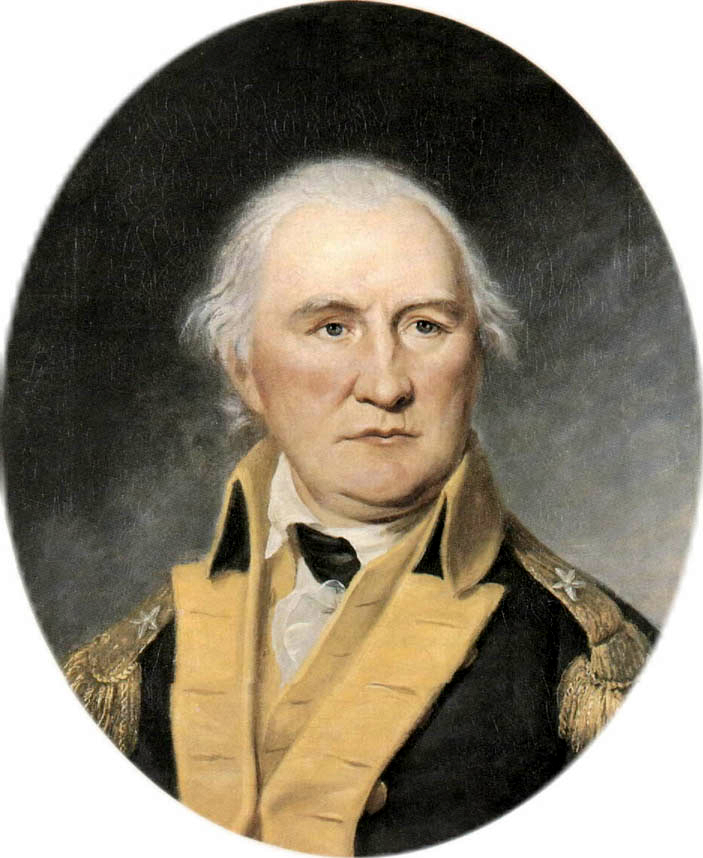
Morgan

Das Morgan County wurde 1833 gebildet. Benannt wurde es nach Daniel Morgan (1736–1802), einem Mitglied im Kongress der Vereinigten Staaten und General im Amerikanischen Unabhängigkeitskrieg.

## Demografische Daten
Nach der Volkszählung im Jahr 2010 lebten im Morgan County 20.565 Menschen in 8414 Haushalten. Die Bevölkerungsdichte betrug 13,3 Einwohner pro Quadratkilometer. In den 8414 Haushalten lebten statistisch je 2,4 Personen.
Ethnisch betrachtet setzte sich die Bevölkerung zusammen aus 96,3 Prozent Weißen, 0,9 Prozent Afroamerikanern, 0,7 Prozent amerikanischen Ureinwohnern, 0,4 Prozent Asiaten sowie aus anderen ethnischen Gruppen; 1,7 Prozent stammten von zwei oder mehr Ethnien ab. Unabhängig von der ethnischen Zugehörigkeit waren 1,8 Prozent der Bevölkerung spanischer oder lateinamerikanischer Abstammung.
21,6 Prozent der Bevölkerung waren unter 18 Jahre alt, 55,7 Prozent waren zwischen 18 und 64 und 22,7 Prozent waren 65 Jahre oder älter. 50,2 Prozent der Bevölkerung war weiblich.

Das jährliche Durchschnittseinkommen eines Haushalts lag bei 36.696 USD. Das Pro-Kopf-Einkommen betrug 18.789 USD. 17,0 Prozent der Einwohner lebten unterhalb der Armutsgrenze.

## Ortschaften im Morgan County
| Citys - Barnett - Stover - Syracuse - Versailles | Villages - Gravois Mills - Laurie - Sunrise Beach1 |

Unincorporated Communities
| - Aikinsville - Boylers Mill - Excelsior | - Florence - Glensted - Marvin | - Pyrmont - Riverview - Rocky Mount |

1 – teilweise im Camden County

## Gliederung
Das Morgan County ist in sechs Townships eingeteilt:
| Township            | Einwohner (2010) | FIPS     |
| ------------------- | ---------------- | -------- |
| Buffalo Township    | 2112             | 29-09568 |
| Haw Creek Township  | 4226             | 29-30988 |
| Mill Creek Township | 1107             | 29-48170 |
| Moreau Township     | 5854             | 29-49880 |
| Osage Township      | 6175             | 29-55190 |
| Richland Township   | 1091             | 29-61526 |